# Jonas Bure
Jonas Bure, född 17 november 1575, död 26 februari 1655, var en svensk ämbetsman och forskare. Han var verksam bland annat som riksarkivarie, diplomat och riksdagsman. Hans forskning omfattade historia, genealogi och juridik.

## Biografi
Bure var son till kyrkoherden Engelbert Laurentii och tillhörde Bureätten på mödernet. Efter studier i Marburg utsågs han till sekreterare i Riksarkivet år 1629, riksdagsman under åren 1625–1629 och 1629–1652, medlem av lagkommissionen under åren 1642–1643, riksantikvarie år 1633. 
Jonas Bure var liksom den äldre brodern Anders Bure verksam vid Kungliga kansliet, där han anställdes år 1612 och år 1624 utsågs till kunglig sekreterare. Samma år adlades bröderna Jonas och Anders, och Jonas Bure upptogs på brodern Olof Bures nummer. Jonas Bure förenade med grundlig lärdom stor diplomatisk skicklighet och användes av Gustav II Adolf i några ministeriella värv. Han var 1625–1629 svensk diplomat i Danmark. Vid sin hemkomst 1629 utnämnd till secretarius i Riksarkivet, erhöll han år 1633 titeln custos archivi (Riksarkivarie) och han verkade som sådan fram till år 1649.

### Familj
Han gifte sig 2 januari 1614 i Stockholm med Anna Bagge af Boo, dotter till ståthållaren Jakob Bagge och Elisabet Eriksdotter Soop. De fick tillsammans barnen assessorn Jonas Bure (1615–1686) vid reduktionskollegium, Anna Bure (1620–1694) som var gift med översten Carl Silfversparre, Jakob Bure och Elisabet Bure (1624–1705) som var gift med landshövdingen Johan Graan.

## Författarskap och forskning
År 1618 gav Jonas Bure ut en upplaga av Lands- och Stadslagarna och han gav även ut genealogiska tabeller över de förnämsta ätterna i Sverige. Bure utgav lageditionerna Svea rikes stadslag efter konung Gustaf Adolphs befallning tryckt i Stockholm år 1618 och Sverikes Rikes Landslag år 1621, den senare utgiven år 1608 av Johan Bureus men slutsåld. Han bedrev med forskning i den äldre svenska personalhistorien och hans Svensk ättebok, vilket arbete i handskrift förvaras i riksarkivet, ansågs länge som en källskrift av första ordningen.